# 李颖 (南安王)
李颖（7世纪？—690年10月5日），唐朝宗室，唐高祖的孙子，密王李元晓的长子。
李颖被封为南安郡王。唐高宗上元三年（676年），李元晓去世，南安郡王李颖嗣密王，成为第二代密王。李勗为南安郡王。载初元年八月辛未（690年10月5日），武则天杀南安郡王李颖、鄅国公李昭及诸宗室李直、李敞、李然、李勋、李策、李越、李黯、李玄、李英、李志业、李知言、李玄贞。李颖之子李勗早薨。唐中宗神龙初年，以李颖的弟弟李亮的养子李昙嗣密王。